# 黑河 (澜沧江)
黑河，是位于中华人民共和国云南省普洱市澜沧拉祜族自治县中部地区的一条河流，是澜沧江右岸支流。因河流两岸山高林密，远看河水呈墨绿色，故名“黑河”。黑河发源于澜沧县雪林佤族乡雪林村西北中缅边界界山翁拐染姆山东北麓，蜿蜒向东南流经雪林乡、木戛乡、富邦乡西南、竹塘乡东北、南岭乡西南及县城勐朗镇东北等地区，右纳谦迈河后转向东流，最后于糯扎渡镇南现村西北注入澜沧江糯扎渡水电站水库。河流全长137.6千米，流域面积2106.5平方千米，天然落差1570米，河道平均比降5.9‰。